# Chronicon Beneventanum
Chronicon Beneventanum è la cronaca scritta dallo storico longobardo Falcone Beneventano nel XII secolo.
Il Chronicon di cui sono andate perdute l'inizio e probabilmente la fine, racconta in forma annalistica la storia di Benevento e, dal 1127, dell'ascesa di Ruggero II di Sicilia tra le potenze dell'epoca. È abbastanza affidabile in quanto testimone oculare, ma dalla parte dei Longobardi beneventani che, da oltre un secolo, avevano visto crescere la potenza dei Normanni.

## Edizioni

### Manoscritti
Del  Chronicon  si conoscono quattro manoscritti: il Barberiniano Latino 2330 e il Barberiniano Latino 2345 della Biblioteca Apostolica Vaticana, il San Martino 66 e il San Martino 364 della Biblioteca Nazionale di Napoli. 
L'editio princeps (tratta verosimilmente da un manoscritto perduto del XII secolo, da cui derivano i manoscritti conosciuti) è:
- Antonio Caracciolo, Antiqui chronologi quatuor: Herempertus Langobardus, Lupus Protospata, Anonymus Cassinensis, Falco Beneuentanus cum appendicibus historicis. Neapoli: Typis Scorigianis, 1626.

### Edizioni moderne
- Vito Lo Curto Introduzione, Traduzione e Note "Cronaca Falcone Di Benevento" Ed. Francesco Ciolfi. Testo a fronte traduzione  Euro 16,00 Aprile 2016
- Giuseppe Del Re (a cura di), Cronica di Falcone Beneventano. Versione di Stanislao Gatti, in Cronisti e scrittori sincroni della dominazione normanna nel Regno di Puglia e Sicilia, I. Normanni, Napoli, Stamperia dell'Iride, 1845,  pp. 157 segg.. URL consultato il 7 gennaio 2017.
- (LA, IT)  Falcone di Benevento, "Chronicon Beneventanum": città e feudi nell'Italia dei Normanni; a cura di Edoardo D'Angelo. (Per verba: testi mediolatini con traduzione; 9) Firenze: SISMEL-Edizioni del Galluzzo, 1998. ISBN 88-87027-17-X
- Falcone Beneventano, Chronicon; traduzione, introduzione e note di Raffaele Matarazzo. (Thesaurus rerum Beneventanarum) Napoli: Arte tipografica, 2000

## Giudizi critici
La posizione di Falcone nella società del tempo e la sua visione storiografica sono state sintetizzate da Fulvio Delle Donne:
(Fulvio Delle Donne, Coscienza urbana e storiografia cittadina. A proposito di una nuova edizione del "Chronicon" di Falcone di Benevento)